# Лисогор, Марина Александровна
Мари́на Алекса́ндровна Лисого́р (укр. Марина Лісогор; род. 11 мая 1983, Чернигов) — украинская лыжница. Член сборной Украины на зимних Олимпийских играх 2014 года. Мастер спорта международного класса.

## Биография
Окончила Черниговский национальный педагогический университет имени Т. Г. Шевченко.
Впервые в состав сборной команды Украины по лыжным гонкам попала в 1999 году. Участие в международных соревнованиях принимает с 2000 года. Дебютировала на Олимпийских играх в Турине (Италия), где стартовала два раза. На этапах Кубка мира стартовала два раза.
Участница чемпионатов мира 2001, 2003 и 2005 годов; участница Всемирной зимней универсиады-2005; бронзовая призёрка чемпионата Украины 2002 года в спринте, в эстафете, на дистанции 15 км.
В 2008 году завоевала золото на кубке Европы на спринтерской дистанции 1200 м.
Участвовала в Зимних Олимпийских играх 2014 года, на которых выступила в спринте свободным стилем и в гонке на 10 километров классическим стилем, была заявлена на полуфинальный старт в командном спринте классическим стилем (не стартовала). 22 февраля Международный олимпийский комитет официально объявил об обнаружении допинга в моче Марины Лисогор, аннулировав при этом олимпийскую лицензию и результаты всех выступлений спортсменки на Зимних Олимпийских играх 2014 года.